# Honoré de Balzac
Honoré de Balzac (Tours, 20 de maig de 1799 - París, 18 d'agost de 1850) va ser el novel·lista francès més important de la primera meitat del segle xix i el principal representant de l'anomenada "novel·la realista".
Treballador infatigable va elaborar una obra monumental, la Comèdia Humana, cicle coherent de diverses desenes de novel·les l'objectiu de les quals és descriure d'una manera quasi exhaustiva la societat francesa de la seva època o, segons la seva famosa frase, "fer-li la competència al registre civil".

## Biografia
Va néixer a Tours i va arribar a París el 1816. El 1819 va abandonar els estudis de Dret per dedicar-se a la literatura, i va començar a escriure sota pseudònims. El 1825 els seus fracassos l'animaren a entrar en diversos negocis relacionats amb el món editorial, que van fracassar i l'ompliren de deutes. Tot i l'ajut de Madame de Berny, quinze anys més gran que ell, amb qui va tenir relacions i que li va obrir les portes del món parisenc, Balzac va passar per greus dificultats financeres.
El 1829, amb 29 anys, va trobar el tema per a una novel·la en un episodi de la guerra dels chuans. Recordant el baró de Pommereul, un general amic del seu pare, Balzac li adreçà una carta i el va anar a visitar a Fougéres, on vivia.
Allà escriu la primera novel·la firmada amb el seu nom, apareguda amb el títol de Les Chouans. La novel·la es ven malament, però li permet de cridar l'atenció. En pocs anys, esdevindria un personatge de moda i l'autor més prolífic de París.
El 1831 obté els primers èxits.

### Els anys de formació
Sembla que va ser el pare de Balzac, administrador de l'hospici de Tours, qui li hauria encomanat el gust pels sistemes i per les idees. Honoré és el major de tres germans (Laure, Laurence i Hanry). Però és per sa germana Laure —Laure Surville, escriptora ella també— per qui ell mostra una evident preferència. Es tracta a més d'una estima recíproca. Laure, moltes vegades al llarg de la seva vida, donarà suport al seu germà Honoré.
Des de 1807 fins a 1813, Honoré és intern al col·legi dels oratoris a Vendôme. I fins a 1814 és alumne extern al col·legi de Tours. Aquell mateix any, però, ja viu a París, a la pensió Lepitre, situada al carrer de Turenne. I l'any següent a la institució de l'abat Ganser al carrer de Thorigny. Els alumnes d'ambdós establiments, de fet, seguien els cursos que s'impartien a l'institut Charlemagne. Aviat, però, va ser tota la família que es va instal·lar a París, ja que el pare, Bernard François, va ser nomenat cap d'intendència de la primera divisió militar de la ciutat. S'hi van instal·lar, a més, a la rue du Temple, al barri de Marais, el que era el barri originari de la família, el de l'àvia Sallambier.
El 4 de novembre 1816, Balzac s'inscriu en Dret per a, així, poder obtenir el diploma de batxillerat tres anys més tard, el 1819. Al mateix temps, a més, pren lliçons particulars i sovinteja els cursos de la Sorbona. Tanmateix, com que son pare creia que calia conjugar la formació teòrica en dret amb la mateixa pràctica, Honoré passa tres anys amb un advocat amic de la família Balzac, Jean-Baptiste Guillonnet-Merville, un home cultivat a qui també agradaven les lletres. El jove Balzac farà l'ofici de passant de notari en aquest estudi, on Jules Janin —que amb el temps esdevindria un advocat de prestigi— ja era un saute-ruisseau —el terme que designava els passants que eren enviats a fer la compra, etc. Les experiències viscudes en aquest estudi l'autor les farà servir per crear l'ambient d'aprenents en un estudi d'advocat que hom troba en El coronel Chabert. Avui en dia, a la rue du Temple hi ha una placa que és testimoni de l'estada de Balzac amb aquest advocat al barri de Marais.

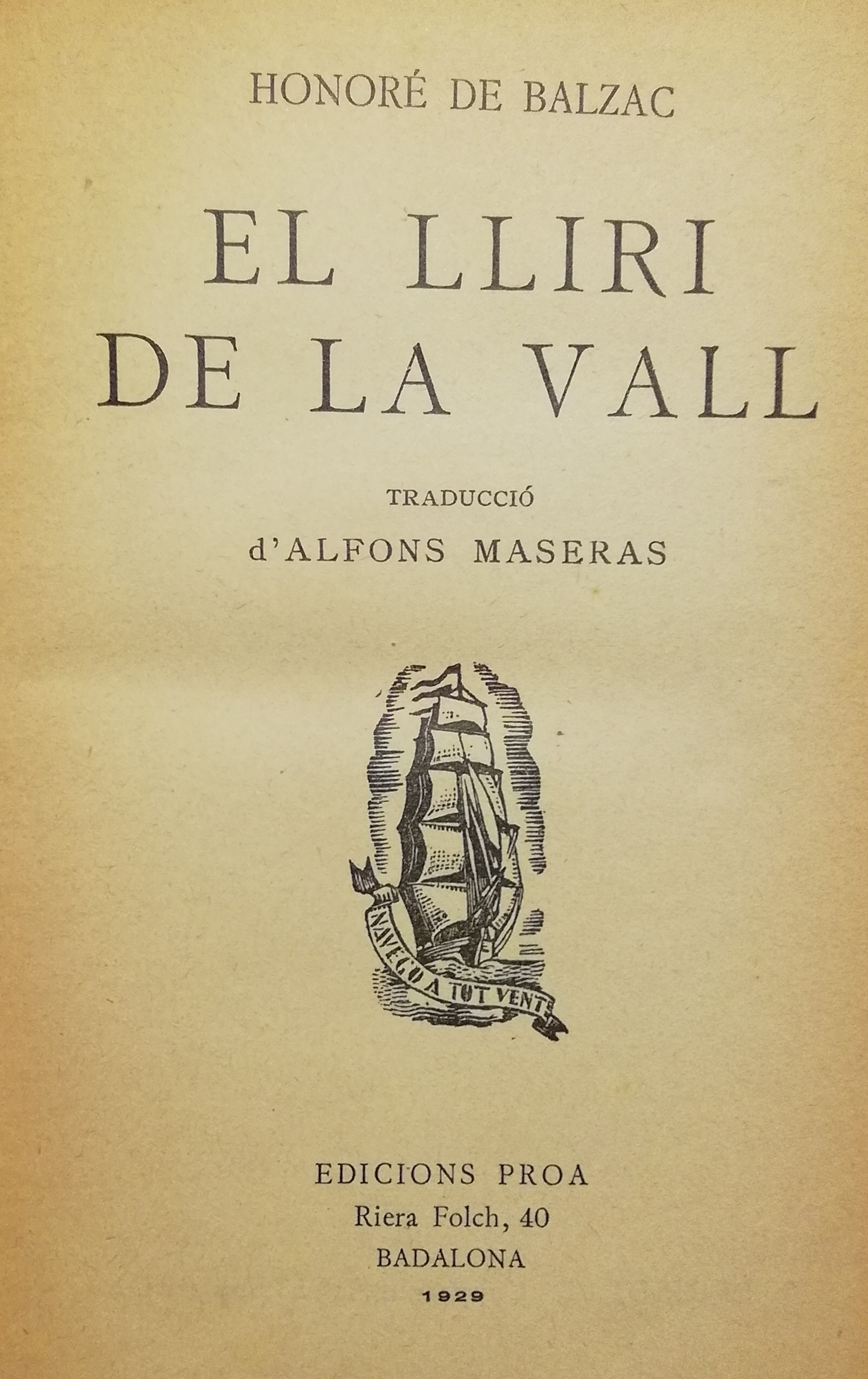
Le Lys dans la vallée (El Lliri de la Vall) d'Honoré de Balzac, en la traducció catalana publicada a Badalona l'any 1929 dins la col·lecció A tot vent

El jove Balzac no sols estima la literatura, sinó que també segueix els cursos de filosofia de la Sorbona. Quan declara la seva vocació literària, la família decideix d'allotjar-lo a una mansarda i li deixa dos anys per a escriure. En aquest període Balzac s'esforçarà a redactar una tragèdia en vers, Cromwell, que el decebrà. L'obra és més aviat mediocre i les facultats balzaquianes no semblen desenvolupar-se completament en la tragèdia.
És llavors que centra el seu interès en la novel·lística. Després de dos intents, també mediocres però que deixen endevinar el futur novel·lista, Balzac decideix d'acomodar-se al gust de l'època i publica un seguit de novel·les en col·laboració i que signarà amb un pseudònim. Aquestes obres no són gaire brillants, però contribueixen a forjar el seu estil.
El 1822, Balzac es fa amant de Laure de Berny —coneguda com La Dilecta— que l'encoratja, l'aconsella, li ofereix la seua tendresa i el fa apreciar el gust i els costums de l'Antic Règim.
A principis de 1825, un Balzac encara desconegut, però desitjós de glòria, s'associa a un llibreter i compra una impremta. Això li permetrà de sovintejar els medis de l'edició, els llibres, els editors, dels quals temps després en farà una sàtira punyent i precisa. El negoci, però, no va passar de ser una gran fallida financera. El deute que en resultarà, d'uns cent mil francs de l'època, serà una preocupació que arrossegarà indefinidament.

### L'escriptor reconegut
Després d'aquest fracàs al terreny dels negocis, Balzac torna un cop més a l'escriptura. I serà aquesta vegada quan li arribe el reconeixement. El 1829 publica la Physiologie du mariage —un "estudi analític"— i la novel·la politicomilitar Les Chouans. Aquests èxits no seran sinó els primers d'una llarga sèrie feta d'un seguit d'obres. Una sèrie que es pot qualificar de densa i nombrosa, ja que la producció de Balzac és una de les més nombroses de tota la literatura francesa.
Balzac continua viatjant i sovintejant els salons, especialment el de la Duquesa d'Abrantès, amb qui ja havia començat una relació tempestuosa l'any 1825 i a qui feia de conseller i de corrector literari. Serà a ella a qui anirà adreçada la dedicatòria de La femme abandonnée.
El 1832, interessat en la carrera política, farà públiques les seues opinions monàrquiques i catòliques, ja que era en l'autoritat tant religiosa com política en el que Balzac basava la seua doctrina social.
L'any següent comença a mantenir correspondència amb la comtessa Hanska, una admiradora polonesa. Balzac anirà a veure-la moltes vegades a diversos països com ara Suïssa, Saxònia i fins i tot Rússia. I la correspondència mantinguda per tots dos durarà disset anys i serà aplegada després de la seua mort sota el títol Lettres à l'étrangère.

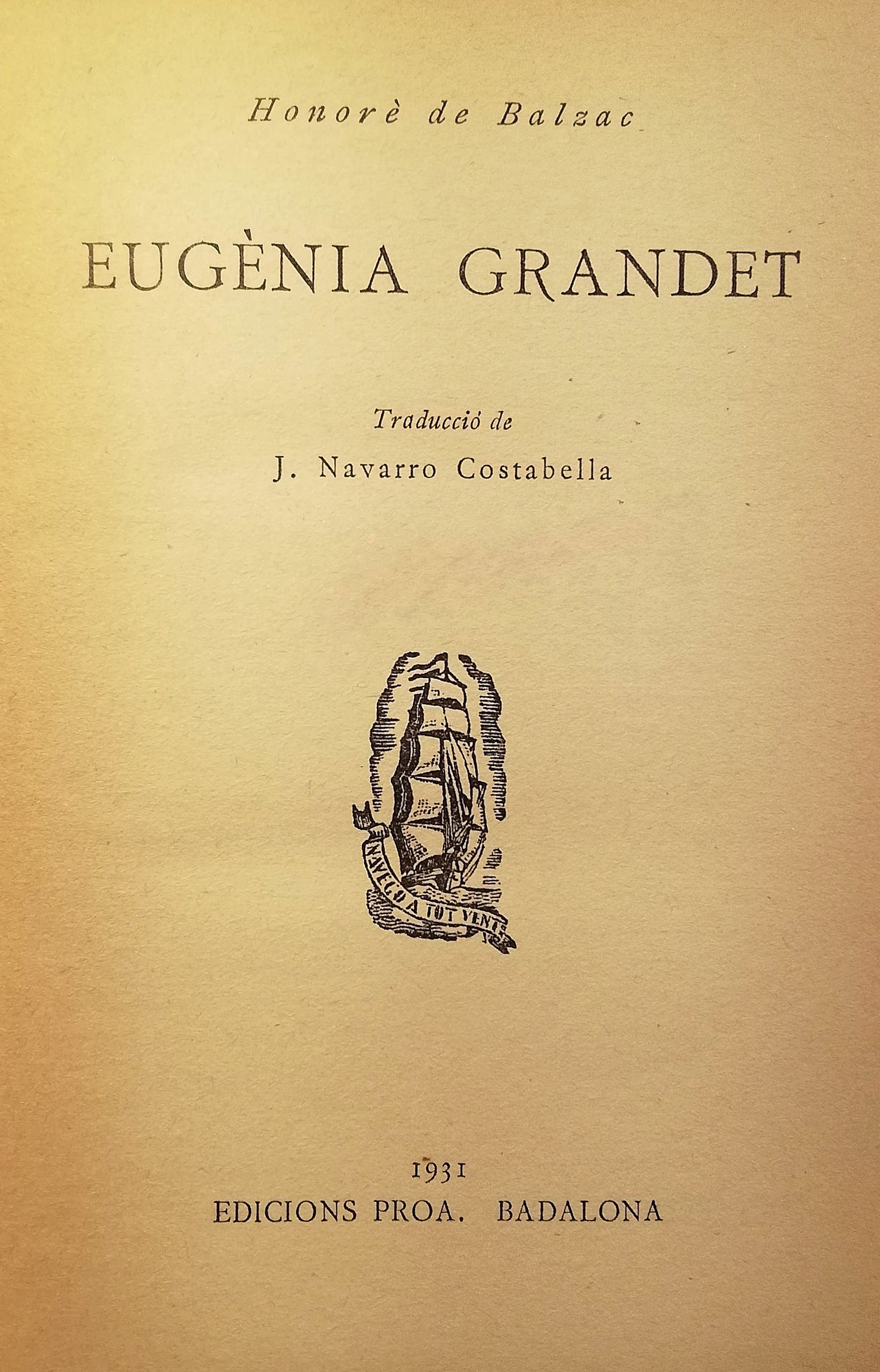
Eugènia Grandet (Eugénie Grandet) de Balzac traduïda al català i publicada a Badalona l'any 1931 dins la col·lecció A tot vent

De 1830 a 1835, Balzac publica un bon grapat de novel·les: La Peau de chagrin (1831), Louis Lambert (1832), Séraphîta (1835), La Recherche de l'absolu (1834, 1839, 1845), totes considerades per l'autor com a filosòfiques. En Le médecin de campagne (1833), exposa tot un sistema econòmic i social. I amb Gobseck (1830), La Femme de trente ans (1831), El coronel Chabert (1832-35), Le Curé de Tours (1832) inaugura la categoria d'estudis de costum de la seua obra. En aquest mateix sentit, Balzac aprofundeix encara més en el realisme dels seus retrats. Serà capaç de dibuixar potents tipus humans. Amb Eugénie Grandet (1833) i Le Père Goriot (1834-1835), ofereix dues obres mestres consecutives que amb el temps esdevindran totes dues dos clàssics.
El 1835, reprèn la publicació de la revista La Chronique de Paris. Li suposarà un nou fracàs empresarial, ja que sis mesos més tard deixarà de publicar-se i afegirà nous deutes als que ja carregava Balzac. Tot això, però, no tindrà repercussió de cap mena sobre la seua obra literària.

### La comèdia humana
Amb el Pare Goriot s'esdevé la tornada als personatges ja coneguts. Balzac lligarà des d'ara les narracions dels diferents llibres, utilitzant les mateixes figures i personatges: així aprofundeix en la seua personalitat. Aquesta concepció novel·lística fa que cada obra sigui una peça més del cicle, preestablert, del que ell anomena la "comèdia humana" (homenatge explícit a la Divina Comèdia de Dante), on apareixen personatges de diferents classes socials i indrets per reflectir de manera global la societat d'una època.
Divideix les novel·les futures (moltes no les arribarà a escriure mai) en tres grups: estudi de costums, estudis filosòfics i estudis analítics. Dins de les novel·les del primer grup, en fa sis seccions: escenes de la vida privada, escenes de la vida de província, escenes de la vida de París, escenes polítiques, escenes de la vida militar i escenes de la vida del camp.

## Traduccions al català

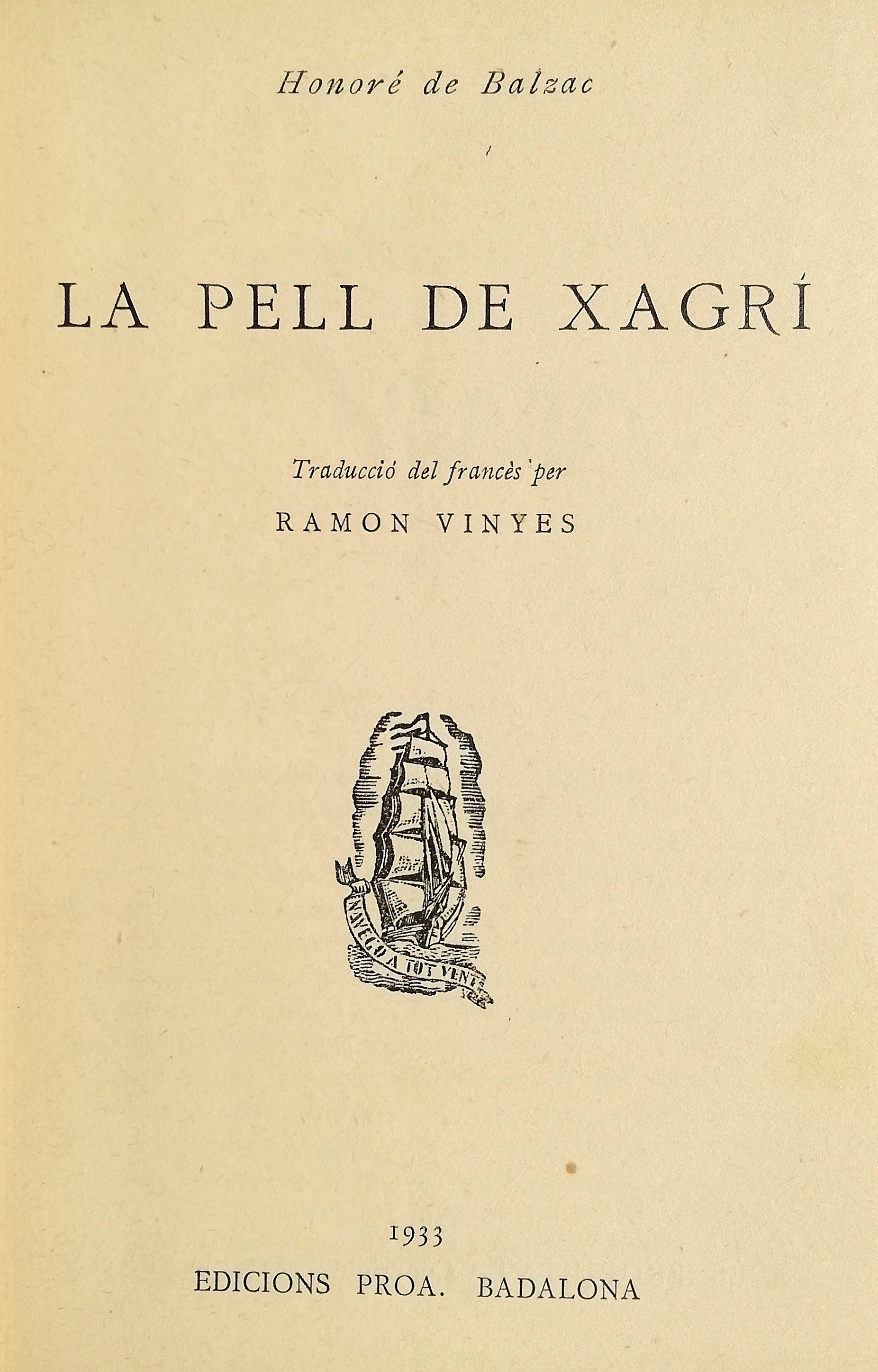
La Peau de chagrin (La Pell de Xagrí) de Balzac, traducció catalana publicada a Badalona l'any 1933 dins la col·lecció A tot vent

- La casa del gat que piloteja (1829)[5]
- La vendetta (1830)[6]
- Sarrasine (1830), intensa i sorprenent història d'amor entre dues ànimes sensibles i incompreses.[7]
- L'elixir de la llarga vida (1830)[8]
- Una passió en el desert (1830)[9]
- La pau de casa (1830)[10]
- La Peau de chagrin (1831).[11] La pell de xagrí, traducció de Ramon Vinyes. Barcelona, Bruguera, col·lecció Els llibres del mirador, 13, 1985.
- L'obra mestra desconeguda (1831), traducció de Manel Ollé. Quaderns Crema, col·lecció Mínima minor, 73, 1997[12]
- El coronel Chabert (1832), traducció de Josep Maria Muñoz. L'Avenç, 2012.
- Le Curé de Tours (1832).[13] El Rector de Tours, traducció de Lluís Palazon. Barcelona, Llibres a mà, 26, 1985.
- Eugénie Grandet (1833), traducció de J. Navarro i Costabella. Badalona: Edicions Proa, 1931. Col·lecció A tot vent, 218, (reedició, 1984).
- Ferragus (1834), traducció de Ferran Esteve. Barcelona, Edicions de 1984, col·lecció Mirmanda, 22, 2003.
- El lliri de la vall (1835), traducció d'Alfons Maseras. Edicions Proa, Badalona 1929 (col·lecció "A tot vent", 10)
- Le père Goriot (1834).[14] El pare Goriot, traducció de Maria Rosa Vallribera i Fius. Barcelona, Edicions de 1984, col·lecció de Butxaca 1984, 24, 1992.
- La missa de l'ateu (1836)
- El gabinet dels antics (1838), traducció d'Anna Casassas. Barcelona, Edicions de 1984, col·lecció La Clàssica, 4, 2013.[15]
- La dona de trenta anys (1829, 1842), traducció d'Anna Casassas.(Quaderns Crema, 1999).
- Tractat dels excitants moderns (1834)
- Les il·lusions perdudes (1836, 1843), traducció de Jaume Fuster. Edicions 62, Les millors obres de la literatura universal, 13, 1982.
- El cosí Pons (1847). Barcelona, Edicions de 1984, col·lecció Mirmanda, 19, 2003.
- L'última encarnació de Vautrin (1847)
- L'hostal vermell, traducció de Josep M. Muñoz Lloret. Barcelona, L'Avenç, col·lecció Literatures, 2015.